# 日本海水学会
日本海水学会（にほんかいすいがっかい、英語: The Society Of Sea Water Science, Japan）は、日本の学術研究団体の一つ。

## 概要
1950年4月18日設立。学術研究団体としての種別は単独学会。
塩および海水に関する科学技術の進歩発展ならびに普及を図ることを目的としている。
国内においては日本工学会および日本農学会に加入している。

## 沿革
- 1947年 - 塩技術研究会発足（前身）
- 1950年 - 日本塩学会設立。
- 1965年 - 日本海水学会に改称。

## 刊行物

### 日本海水学会誌
- 誌名（和文）：日本海水学会誌
- 誌名（欧文）：Bulletin of the Society of Sea Water Science, Japan
- 創刊年：1947
- 資料種別：ジャーナル（査読付き論文を含む）
- 使用言語：日本語（英文抄録あり）
- 発行形態：印刷体
- 著作権帰属先：学会
- クリエイティブコモンズ：-
- 購読：-